# Nazionale maschile di calcio di Saint Vincent e Grenadine
La nazionale di calcio di Saint Vincent e Grenadine è la rappresentativa calcistica nazionale delle omonime isole caraibiche, posta sotto l'egida della Saint Vincent and the Grenadines Football Federation ed affiliata alla CONCACAF.
Al 30 settembre 2021 la squadra occupava il 173º posto nella classifica FIFA. Il miglior risultato ottenuto nelle competizioni internazionali è il secondo posto alla Coppa dei Caraibi 1995; l'anno successivo la nazionale prese parte per la prima (e al 2025 unica) volta alla CONCACAF Gold Cup, uscendo al primo turno.

## Storia
La nazionale dell'arcipelago partecipò per la prima volta alle qualificazioni per la Coppa del mondo nel 1994; al 2025 non è mai riuscita ad accedere a una fase finale.
I migliori risultati sono stati i secondi posti ottenuti in tre rassegne caraibiche: nel 1979, nel 1981 e nel 1995, quando in quest'ultima occasione la sconfitta in finale permise comunque ai sanvincentini di partecipare alla CONCACAF Gold Cup 1996, impresa mai bissata in seguito. Le partecipazioni ad una competizione internazionale sono state dieci in tutto.

### Dall'esordio agli anni novanta
I sanvincentini hanno debuttato nel 1936 e fino al 1979, anno dell'indipendenza dal Regno Unito (le isole erano una colonia della corona britannica), hanno disputato incontri con le nazionali degli arcipelaghi vicini, come il Torneo delle Isole Sopravento Meridionali. Tra la fine degli anni settanta e la metà degli anni novanta, la Vincy Heat si è battuta per raggiungere risultati importanti nelle competizioni organizzate dalla CONCACAF e dalla CFU, ottenendo una storica qualificazione alla Gold Cup nel 1996.

### Anni duemiladieci
La corsa al campionato del mondo 2018 fu sorprendente: nel primo turno delle qualificazioni Saint Vincent e Grenadine riposò, vista la posizione nel ranking che le permise di passare automaticamente al secondo. In questo round la squadra giallo-verde-blu affrontò la Guyana: a Kingstown finì 2-2, mentre al Providence Stadium 4-4, risultato che consentì a Saint Vincent e Grenadine di superare il turno grazie alla regola dei gol fuori casa. Nella terza fase la compagine sanvincentina se la vide con Aruba: la Vincy Heat vinse in casa per 2-0, mentre a Oranjestad finì 2-1, cosicché in totale prevalse Saint Vincent e Grenadine per 3-2, qualificandosi ai gironi. A quel punto, la nazionale dell'arcipelago fu sorteggiata nel gruppo C insieme agli Stati Uniti, Trinidad e Tobago e Guatemala. Nella prima partita dei gironi, a Saint Louis, la selezione caraibica fu sconfitta per 6-1; a Kingstown si imposero per 4-0 i guatemaltechi, poi nel terzo scontro Trinidad e Tobago prevalse sia all'andata (2-3) sia al ritorno (6-0). Arrivarono altre due disfatte (ancora 0-6 e 3-9) a concludere il girone, terminato all'ultimo posto, con 6 gol fatti, 34 subiti e zero punti.

## Partecipazioni ai tornei internazionali
Legenda: Grassetto: Risultato migliore, Corsivo: Mancate partecipazioni

### Campionato CONCACAF
La nazionale di Saint Vincent e Grenadine non ha mai partecipato al Campionato CONCACAF, l'antenato della Gold Cup, né alle relative qualificazioni.

### Coppa dei Caraibi
La selezione di sanvincentina ha partecipato alla Coppa dei Caraibi, in nove occasioni, centrando tre secondi posti e venendo eliminata le restanti volte dopo il girone iniziale.

## Statistiche dettagliate sui tornei internazionali

### Mondiali
| Anno | Luogo                    | Piazzamento      | V | N | P | Gol |
| ---- | ------------------------ | ---------------- | - | - | - | --- |
| 1938 | Francia                  | Non partecipante | - | - | - | -   |
| 1950 | Brasile                  | Non partecipante | - | - | - | -   |
| 1954 | Svizzera                 | Non partecipante | - | - | - | -   |
| 1958 | Svezia                   | Non partecipante | - | - | - | -   |
| 1962 | Cile                     | Non partecipante | - | - | - | -   |
| 1966 | Inghilterra              | Non partecipante | - | - | - | -   |
| 1970 | Messico                  | Non partecipante | - | - | - | -   |
| 1974 | Germania Ovest           | Non partecipante | - | - | - | -   |
| 1978 | Argentina                | Non partecipante | - | - | - | -   |
| 1982 | Spagna                   | Non partecipante | - | - | - | -   |
| 1986 | Messico                  | Non partecipante | - | - | - | -   |
| 1990 | Italia                   | Non partecipante | - | - | - | -   |
| 1994 | Stati Uniti              | Non qualificata  | - | - | - | -   |
| 1998 | Francia                  | Non qualificata  | - | - | - | -   |
| 2002 | Giappone / Corea del Sud | Non qualificata  | - | - | - | -   |
| 2006 | Germania                 | Non qualificata  | - | - | - | -   |
| 2010 | Sudafrica                | Non qualificata  | - | - | - | -   |
| 2014 | Brasile                  | Non qualificata  | - | - | - | -   |
| 2018 | Russia                   | Non qualificata  | - | - | - | -   |
| 2022 | Qatar                    | Non qualificata  | - | - | - | -   |

### Campionato CONCACAF/Gold Cup
| Anno | Luogo                               | Piazzamento      | V | N | P | Gol |
| ---- | ----------------------------------- | ---------------- | - | - | - | --- |
| 1963 | El Salvador                         | Non partecipante | - | - | - | -   |
| 1965 | Guatemala                           | Non partecipante | - | - | - | -   |
| 1967 | Honduras                            | Non partecipante | - | - | - | -   |
| 1969 | Costa Rica                          | Non partecipante | - | - | - | -   |
| 1971 | Trinidad e Tobago                   | Non partecipante | - | - | - | -   |
| 1973 | Haiti                               | Non partecipante | - | - | - | -   |
| 1977 | Messico                             | Non partecipante | - | - | - | -   |
| 1981 | Honduras                            | Non partecipante | - | - | - | -   |
| 1985 | Itinerante                          | Non partecipante | - | - | - | -   |
| 1989 | Itinerante                          | Non partecipante | - | - | - | -   |
| 1991 | Stati Uniti                         | Non partecipante | - | - | - | -   |
| 1993 | Stati Uniti / Messico               | Non qualificata  | - | - | - | -   |
| 1996 | Stati Uniti                         | Primo turno      | 0 | 0 | 2 | 0:8 |
| 1998 | Stati Uniti                         | Non qualificata  | - | - | - | -   |
| 2000 | Stati Uniti                         | Non qualificata  | - | - | - | -   |
| 2002 | Stati Uniti                         | Non qualificata  | - | - | - | -   |
| 2003 | Stati Uniti / Messico               | Non partecipante | - | - | - | -   |
| 2005 | Stati Uniti                         | Non qualificata  | - | - | - | -   |
| 2007 | Stati Uniti                         | Non qualificata  | - | - | - | -   |
| 2009 | Stati Uniti                         | Non qualificata  | - | - | - | -   |
| 2011 | Stati Uniti                         | Non qualificata  | - | - | - | -   |
| 2013 | Stati Uniti                         | Non qualificata  | - | - | - | -   |
| 2015 | Stati Uniti / Canada                | Non qualificata  | - | - | - | -   |
| 2017 | Stati Uniti                         | Non qualificata  | - | - | - | -   |
| 2019 | Stati Uniti / Costa Rica / Giamaica | Non qualificata  | - | - | - | -   |
| 2021 | Stati Uniti                         | Non qualificata  | - | - | - | -   |

### Olimpiadi
| Anno | Luogo  | Piazzamento      | V | N | P | Gol |
| ---- | ------ | ---------------- | - | - | - | --- |
| 1948 | Londra | Non partecipante | - | - | - | -   |

- Nota bene: per le informazioni sui risultati ai Giochi olimpici nelle edizioni successive al 1948 visionare la pagina della nazionale olimpica.

### Confederations Cup
| Anno | Luogo                    | Piazzamento     | V | N | P | Gol |
| ---- | ------------------------ | --------------- | - | - | - | --- |
| 1992 | Arabia Saudita           | Non invitata    | - | - | - | -   |
| 1995 | Arabia Saudita           | Non invitata    | - | - | - | -   |
| 1997 | Arabia Saudita           | Non qualificata | - | - | - | -   |
| 1999 | Messico                  | Non qualificata | - | - | - | -   |
| 2001 | Corea del Sud / Giappone | Non qualificata | - | - | - | -   |
| 2003 | Francia                  | Non qualificata | - | - | - | -   |
| 2005 | Germania                 | Non qualificata | - | - | - | -   |
| 2009 | Sudafrica                | Non qualificata | - | - | - | -   |
| 2013 | Brasile                  | Non qualificata | - | - | - | -   |
| 2017 | Russia                   | Non qualificata | - | - | - | -   |

### Coppa dei Caraibi
| Anno | Luogo                                   | Piazzamento      | V | N | P | Gol   |
| ---- | --------------------------------------- | ---------------- | - | - | - | ----- |
| 1978 | Trinidad e Tobago                       | Non partecipante | - | - | - | -     |
| 1979 | Suriname                                | Secondo posto    | 2 | 0 | 1 | 6:6   |
| 1981 | Porto Rico                              | Secondo posto    | 2 | 0 | 1 | 5:3   |
| 1983 | Guyana francese                         | Non qualificata  | - | - | - | -     |
| 1985 | Barbados                                | Non qualificata  | - | - | - | -     |
| 1988 | Martinica                               | Non partecipante | - | - | - | -     |
| 1989 | Barbados                                | Primo turno      | 0 | 1 | 1 | 1:3   |
| 1990 | Trinidad e Tobago                       | Primo turno      | 0 | 0 | 2 | 2:5   |
| 1991 | Giamaica                                | Non partecipante | - | - | - | -     |
| 1992 | Trinidad e Tobago                       | Primo turno      | 0 | 0 | 3 | 0:4   |
| 1993 | Giamaica                                | Primo turno      | 1 | 0 | 2 | 5:8   |
| 1994 | Trinidad e Tobago                       | Non qualificata  | - | - | - | -     |
| 1995 | Isole Cayman / Giamaica                 | Secondo posto    | 3 | 1 | 1 | 13:11 |
| 1996 | Trinidad e Tobago                       | Primo turno      | 0 | 1 | 2 | 2:7   |
| 1997 | Antigua e Barbuda / Saint Kitts e Nevis | Non qualificata  | - | - | - | -     |
| 1998 | Giamaica / Trinidad e Tobago            | Non qualificata  | - | - | - | -     |
| 1999 | Trinidad e Tobago                       | Non qualificata  | - | - | - | -     |
| 2001 | Trinidad e Tobago                       | Non qualificata  | - | - | - | -     |
| 2005 | Barbados                                | Non qualificata  | - | - | - | -     |
| 2007 | Trinidad e Tobago                       | Primo turno      | 1 | 0 | 2 | 2:4   |
| 2008 | Giamaica                                | Non qualificata  | - | - | - | -     |
| 2010 | Martinica                               | Non qualificata  | - | - | - | -     |
| 2012 | Antigua e Barbuda                       | Non qualificata  | - | - | - | -     |
| 2014 | Giamaica                                | Non qualificata  | - | - | - | -     |
| 2017 | Martinica                               | Non qualificata  | - | - | - | -     |

## Tutte le rose

### Gold Cup
CONCACAF Gold Cup 19961 Blackett, 2 Alexander, 3 Huggins, 4 Sutherland, 5 Hendrickson, 6 Walker, 7 Sam, 8 Prince, 9 Jack, 10 Hinds, 11 Velox, 12 John, 13 Gonsalves, 14 Keizer, 15 Ollivierre, 16 Ash, 17 James, 18 Browne, 20 Forde, 22 Bramble, CT: Taylor

## Rosa attuale
Lista dei giocatori convocati per le sfide contro Guatemala e Cuba, valevoli per le qualificazioni al campionato mondiale di calcio 2022.
Presenze, reti e numerazione aggiornate all'8 giugno 2021.
| 1  | P | Josh Stowe        | 6 maggio 2003    | 0  | 0  | Bequia United         |  |  |
| 22 | P | Jadiel Chance     | 8 agosto 1999    | 5  | -? | Fitz Hughes Predators |  |  |
| 23 | P | Garwin Davis      | 7 aprile 2004    | 0  | 0  | System 3              |  |  |
|    |   |                   |                  |    |    |                       |  |  |
| 3  | D | Tristan Marshall  | 19 dicembre 2003 | 2  | 0  | Toronto Skillz        |  |  |
| 4  | D | Ted Robert        | 31 ottobre 2001  | 2  | 0  | System 3              |  |  |
| 5  | D | Jahvin Sutherland | 10 novembre 1994 | 23 | 3  | System 3              |  |  |
| 18 | D | Jamal Yorke       | 9 ottobre 1991   | 17 | 0  | Sion Hill             |  |  |
|    |   |                   |                  |    |    |                       |  |  |
| 2  | C | Kamol Bess        | 25 agosto 1996   | 10 | 0  | Bequia United         |  |  |
| 7  | C | Nazir McBurnette  | 18 febbraio 1993 | 48 | 5  | Hope International    |  |  |
| 11 | C | Oryan Velox       | 28 ottobre 2004  | 2  | 0  | Layou                 |  |  |
| 15 | C | Kenijah Joseph    |                  | 1  | 0  | Layou                 |  |  |
| 16 | C | Diel Spring       | 26 dicembre 2000 | 18 | 0  | Wisła Sandomierz      |  |  |
| 17 | C | Kyle Edwards      | 15 gennaio 1996  | 19 | 0  | Rio Grande Valley     |  |  |
| 19 | C | Gidson Francis    | 1º aprile 1999   | 7  | 0  | Pastures              |  |  |
| 21 | C | Brad Richards     | 7 novembre 1996  | 14 | 0  | Hope International    |  |  |
|    |   |                   |                  |    |    |                       |  |  |
| 6  | A | Zidane Sam        | 24 luglio 1998   | 3  | 1  | JeBelle               |  |  |
| 8  | A | Kurtlon Williams  | 21 giugno 1990   | 5  | 0  | Fitz Hughes Predators |  |  |
| 10 | A | Cornelius Stewart | 07 ottobre 1989  | 55 | 18 | Maziya                |  |  |
| 13 | A | Marlon Simmons    |                  | 0  | 0  | Bequia United         |  |  |

## Commissari tecnici
- Millington Elliot (1990–1992)
- Jorge Ramos (1992)
- Ignacio Vergelli (1992–1995)
- Lenny Taylor (1995–1996)
- Bertille St. Clair (1996)
- Samuel Carrington (1996–2000)
- Lenny Taylor (2000–2001)
- Elvis Brown (2002)
- Adrian Shaw (2003)
- Zoran Vraneš (2004–2007)
- Roger Gurley (2008)
- Stewart Hall (2009)
- Colwyn Rowe (2011-2012)
- Cornelius Huggins (2012-2016)
- Keith Ollivierre (2016)
- Cornelius Huggins (2016-2018)
- Keith Ollivierre (2018)
- Kendale Mercury (2018-2023)
- Bishon Williams (2023)
- Theon Gordon (2023–2024)
- Ezra Hendrickson (2024–)